# Blonde Ambition
Blonde Ambition är en amerikansk film från 2007 i regi av Scott Marshall. 

## Handling
Katie är en skönhet från Oklahoma som kommer till New York för att besöka sin pojkvän. När hon finner honom tillsammans med en annan kvinna dumpar hon honom och beslutar sig för att finna sig själv.

## Om filmen
Filmen är inspelad i Minden och Shreveport i Louisiana samt i New York. 
Den hade världspremiär i USA den 21 december 2007 och har inte haft svensk premiär.
Filmen planerades att ha en stor biografpremiär, men provvisningarna gick dåligt och man beslutade att ge ut filmen direkt på DVD. Den visades dock på åtta biografer i Texas, men då det bara gav 1190 dollar övergavs tankarna på biografvisningar definitivt. Däremot blev filmen framgångsrik i Ukraina, där den spelade in 253 000 dollar under premiärhelgen.[källa behövs]

## Rollista
- Jessica Simpson - Katie
- Luke Wilson - Ben
- Rachael Leigh Cook - Haley
- Penelope Ann Miller - Debra
- Andy Dick - Freddy
- Drew Fuller - Billy
- Willie Nelson - Pap Paw
- Ryan Dunn - Griswold
- Stephen Lee - styrelsemedlem

## Musik i filmen
- I Got Love, skriven av Owen Thomas och Lily-May Young, framförd av Lily May
- You Can Fly, skriven av Billy Chapin, Linda Elias och Chris Omartian, framförd av Monique Ximenez
- Let's Make Love, skriven och framförd av Austin Brown
- Give It 2 Me, skriven av Todd Bozung
- Beat Me, skriven av Todd Bozung
- Tubetime, skriven av Todd Bozung och Adam Gubman
- Girl From Nowhere, skriven av Troy Samson och Mike James, framförd av Hipjoint featuring Stephanie Lang
- The Way I Rock It, skriven av Mark Brooks, framförd av MegaJive
- Baby Got Back, skriven av Anthony L. Ray
- Beautiful Day, skriven av Steve Bauman, framförd av Stretch Nickel
- Record King, skriven av Todd Bozung och Peter Plath
- Live a Little, skriven av Hugh James Hardman och Karen Tobin, framförd av Hugh James Hardman
- Something In Your Eyes, skriven av Kristian Price Perez, framförd av Price
- Wonderful, skriven av Adam Ant, Bonnie M Hayes och Marco Pirroni, framförd av Adam Ant